# Wilhelm Wiegand
Pour les articles homonymes, voir Wiegand.
Wilhelm Wiegand, né le 5 novembre 1851 à Ellrich et mort le 8 mars 1915 à Strasbourg, est un archiviste et historien allemand. Il est surtout connu pour ses recherches sur l'histoire alsacienne et sur le roi de Prusse Frédéric le Grand.

## Biographie
Wilhelm Wiegand étudia l'histoire dans les universités de Berlin, Leipzig et Strasbourg, et obtint son habilitation à l'université de Strasbourg en 1878 avec une thèse intitulée Bellum Waltherianum. Il travailla comme archiviste pour la ville de Strasbourg et rédigea de nombreuses biographies pour l'Allgemeine Deutsche Biographie. À partir de 1883, avec Ernst Martin, il fut rédacteur en chef du journal Strassburger Studien : Zeitschrift für Geschichte, Sprache und Litteratur des Elsasses. En 1911, l'Université du Reich de Strasbourg désigna Wilhelm Wiegand comme membre de la première chambre du Landtag d'Alsace-Lorraine.

## Publications
- Urkundenbuch der Stadt Straßburg :
  - Bd. 1., Urkunden u. Stadtrecht bis zum J. 1266, Strasbourg, 1879.
  - Bd. 2., Politische Urkunden von 1266 bis 1332, Strasbourg, 1886.
- Friedrich der Große, Bielefeld, Velhagen & Klasing, 1902.